# 請傾聽死者的聲音
《傾聽死者的聲音》（日语：死人の声をきくがよい）是ひよどり祥子所創作的日本漫畫作品。於《Champion RED》（秋田書店）2011年12月號刊載短篇。短期連載一陣子後開始正式連載，2019年2月號連載結束。單行本全12卷。

## 故事簡介
霊感体質的岸田可以看到死者的靈魂，怕惹上麻煩的岸田一直躲避著這些。但某天青梅竹馬的涼子突然失踪，在大家議論紛紛的時候，涼子的身影卻出現在純身邊。而這一天命運的齒輪開始轉動，岸田被捲入各種靈異殺人事件中，自己身邊的人也一個一個死去。發瘋切開肚子的老師、消失摩天輪墜落下的身影...... 各種死亡之謎——看不透的真相都在等著他。還有，一直守護著他的“人”——早川涼子。

## 登場人物

### 主要角色
岸田 純（きしだ じゅん）
本作品的男主角。高中1年級，和早川涼子是青梅竹馬、同班同學。身材矮小虛弱。靈感極強，一旦遇到了靈異事件，鼻血狂流，甚至昏倒。自小便能看見幽靈，卻不能與之對話，不過怕惹上麻煩的岸田，一直以來都在躲避著幽魂。本人性格雖有點膽小但是個十足的老好人，經常幫助比有困難或弱小的人和幽靈。
青梅竹馬早川死後，她的靈魂一直跟在身邊，爾後周遭便經常發生各種靈異殺人事件，每次都需要早川來化解危機。
依然喜歡死後的早川。
第二十六話，被宮下吸進靈道，在早川的幫助下才得以逃離。
曾在第三十八話中被外星機器人掃描，並在第六十三話中可知，本身為指定保護的稀有種「光譜G線保有者」，在外星人之間很有名。
在七十八話結局向早川告白，並得到早川的回覆（這是早川在漫畫中第一次開口）。
早川 涼子（はやかわ りょうこ）
本漫畫的女主角，高中1年級，和岸田純是青梅竹馬、同班同學。 三無少女（變成幽靈之後）。在第一話得知被學校的保健室老師殘忍殺害。死後靈魂跟在純身邊，當她感知遇到了危險的時候就會指示純不要靠近什麼，但純基本不聽，因而純遇到了危險後都要幫他解危。
在岸田的回憶中可知，生前個性相當活潑可愛，對常流鼻血的岸田表現擔憂和關心。
式野（しきの）
鄉土研究會會長。雖然具有美貌有企圖心卻不負責任，在危難關頭相當自私，會叫人去送死好讓自己活命，已讓兩位社員死於非命。
自從她遇到孤島上發生的神秘事件以後，便開始對神秘的東西感興趣，把鄉土研究會改名為「超自然研究會」，並繼續擔任會長。喜歡很容易被靈異事件困擾的岸田。有一次被岸田推倒時，臉色通紅，內心似乎還是相當少女的。
喜愛吃風雷堂的豆大福。
生命力極強，為了活命不擇手段。第二十話曾計畫犧牲岸田和小泉。
小泉（こいずみ）
岸田的朋友，戴大鏡片眼鏡的男孩。性格有些花癡，迷戀式野會長，但確切來講只要是漂亮的女孩都喜歡。曾誤以為岸田與式野會長相好而對岸田產生忌妒。
江口（えぐち）
岸田的學校同學，長相可愛的雙辮子女孩，在第七話找岸田幫忙後，對岸田存有好感，也因此加入超自然研究會。
第十四話經歷恐怖事件後，便退社轉到網球社。
第二十六話，被捲入另一起恐怖事件，最後轉到茶道社。
儘管一些靈異現象發生在岸田身邊，她依然喜歡岸田。
日枝（ひえだ）
超自然研究會新入社員。是個長頭髮、身材瘦瘦高高的男生。參加社團活動的頻率似乎不高，即使是參加也很少有遇到危險的事情。
和其他人相比，具有靈異方面的常識。有幾次幫助岸田解圍。
似乎是恐怖電影愛好者。
GHOST
於第三十三話登場。新聞報導而出名的殺人魔。殺人不殘留指紋等所有痕跡，進行罪行時會面帶髑髏面具和身穿帽T。是個奈亞神信徒。
她真實的身份是一個身材嬌小、短髮少女（真名不詳），在岸田家附近的一家便利店裡打工。擁有預知未來的能力。所有殺人行為都是她受到「神」的啟示而完成，對於殺人行為心裡是不會產生內疚（除了神的啟示之外的兇殺她都認定為邪惡的）。平常在家沒有表情，不過一但收到神的啟示，就會變得臉紅興奮的樣子，而且瞳孔中會浮現骷髏的標誌。
當她在便利商店看見岸田，就會興奮過頭（流鼻血）。喜歡上岸田之後，她的心就在信仰心和戀慕心的之間遊走著，想過著普通人的生活，控制自己不再殺人。
由於岸田遇見她時，流了鼻血，有種不好的徵兆，心裡懷疑著她是不是鬼。
當初作者只打算讓這個人物出現一次而已，不過因為被負責人中意，此後也屢次在作品中活躍出現。
魔子（まこ）
以暗黑系為賣點的偶像（黑暗系偶像），雖有靈感能力卻不如岸田強。屬於被憑依體質，很容易吸引到靈魂並被附身。因為能看見早川，所以經常和岸田見面，有時早川會附身在魔子身上幫助岸田。
在七十三話中失去靈能力而變成家裡蹲。

### 角色親屬
拉里維 夏希（ラリヴェなつき）
岸田的母親，身材窈窕的家庭主婦，另外的身分是占星術師，但是並沒有像岸田般的靈感。
愛花
小泉的妹妹。於第九話登場，因盲腸問題住院，被小泉帶去探望與同樣住院的岸田。長相和小泉完全不相似，甚至被岸田懷疑是小泉誘拐來的。第一次見到岸田便對其拋媚眼和飛吻。
在醫院發生靈魂附身無差別殺人期間，被岸田所救，此後愛上了他，甚至希望「初體驗對象」是岸田。
在第十六話中，朋友遊玩靈異遊戲，導致被幼女連續殺人鬼的幽靈附身。由於愛花向老師告狀，差點被對方燒死。在住院期間，岸田來探望時請求他幫忙。
岸田的父親
長年不在家，被夏希稱作「混蛋」。靈異研究者，有時候會寄給岸田奇怪的靈異物品。
第十一話中，寄給岸田自己的作品和古拉之箱。
第二十三話中，寄給岸田一座古怪的雕像，實則為「赫帕羅的戰士雕像」。
古拉之箱
是一種護身符，封印邪惡的精靈，會在出現在盒子持有者的夢中，化身為記憶中美女的形象，誘騙對方簽下契約，簽下契約後身體會被奪取。
持有者被附身後，會變得暴力嗜血，迷戀人類血肉。差點害岸田殺人。
赫帕羅的戰士雕像
波利尼西亞的種族所製作，將戰士封印進雕像中，目的為了驅散敵人。
在岸田火燒雕像後，裏頭的戰士被釋放，認岸田為主人。最後在岸田被小混混欺負時，護主心切，跑過馬路時被車撞死。
魔子的哥哥
僅由魔子提起，劇情中未出場。和岸田的父親同樣有收集奇怪靈異物品的興趣。平時在麵包工廠工作到深夜。

### 其他角色
吉本老師
學校的保健老師。於第一話中登場，為人和善，擔心流鼻血昏迷的岸田。表明自己有一個弟弟。
實則為精神分裂的連續殺人犯，並且殺害了早川。家中有許多屍體殘骸。
由於年幼時期因為自己的疏忽害死了弟弟，自責不已，罪惡感侵蝕她的心靈，因而產生出第二人格（弟弟）。
在岸田的開導下，老師終於鼓起勇氣反抗了不斷殺人的弟弟，最終使用剪刀殺害了他，同時自己也開腸破肚自殺身亡。
第二人格（弟弟）
面相醜陋，因長年用藥，大腦萎縮，身體肌肉變得和大猩猩一樣發達。殘虐無比，喜好殺人。
美優
就學於美術大學，岸田的表姊。有頭蓬鬆捲翹的短髮，長相非常可愛，個性活潑。廢墟愛好者。
和岸田進入荒廢的遊樂園拍照，然而遊樂園曾經發生纜車掉落和無差別殺人事件，早已充斥著枉死的幽魂。最終美優被亡魂吸引，登上早不該存在的摩天輪，被人發現時不明原因死於高空墜落。
原田節子
魔子演藝圈的大前輩，昭和時期的演員，出演過無數優秀電影的女巨星，退居一線過著悠閒的生活。年齡非公開，但歲數應該相當大，容貌卻依舊美麗異常，被傳言說是吸血鬼。
實際上是聽到傳說後花費巨資購買吸血鬼的遺灰，融水喝下去後，可維持青春容貌。
被想謀取財產的家政婦開射數槍，流血同時肌膚老化，幾秒內變成醜惡老婦，瘋狂索取遺灰。
血大量滴落在遺灰上，吸血鬼開始再生成巨大肉塊，但遺灰中包含帶多雜質，吸血鬼未成功復活，黎明之際，再次變成灰塵，消逝在風中。
門倉老師
岸田的任課老師，曾有過一位有著豬鼻子的未婚妻，但在第十二話的靈異事件過後分手。
凱薩
於十三話出場，時間線為早川被殺害的一年前。他非常迷戀早川，恐怖情人，甚至為此試圖自焚。
即使渾身被火灼傷，失去四肢，依舊不放棄早川，附身在別人身上對早川告白，告白不成便讓被附身者自殺，還傷害了早川的母親。
在感知岸田和早川在一起，氣憤不已造成大型靈騷事件，最終用盡力量而死亡。
一年後作為幽魂四處遊蕩。
宮藤 正隆
表面上去運輸業的主任，實際上是為政府工作，負責處理和靈異有關的事情。
宮下
於第十五話登場。和江口同樣是網球部的隊員。長相帥氣，看似陽光，內在卻有施虐的傾向，喜歡江口。
因為家裡出現靈異現象，知道江口是超自然研究社員後，就找江口幫忙。（實際上是因為他家處於「靈道」的位置上，才導致家中出現靈異現象。）
由於飛機失事死者過多，靈道爆滿，死者衝破了靈道。在他得知父母死於飛機失事後，異常消沉，被父母的亡魂拉進靈道內，人未死，但靈道卻移轉到他身上，每當有死者通過靈道，死亡的影像便會出現在他腦中，令他痛苦不堪。
第二十六話中，宮下已經發瘋，甚至在頭頂劈開一個洞，廢掉自己的感覺器官（眼睛、鼻子、耳朵），只為了擺脫靈的感觸，面容變得醜陋不堪。
最後被從靈道跑出來的餓鬼吞噬而亡。
大浦 沙希
於第二十四話登場。早川的親戚，在岸田和早川小學四年級的暑假，來到她所居住的島上遊玩。
在經過「歸來人洞穴」時，岸田鼻血狂流嘔吐，擔心的沙希決定去找爸媽幫忙，然而卻在途中意外溺水而亡。
遺體被父母帶去歸來人洞穴之中，從海水中做為「歸來人」復活。但當天發生三級地震，洞穴倒塌，父母死亡後，也變成「歸來人」。
歸來人
在島上沒有意識的人都被這樣稱呼，實際上是早已死去的人。只要將遺體放置在歸來人洞穴中一晚，便會被復活，但復活後也只是行屍走肉。

## 出版書籍
| 冊數 | 副標題         | 秋田書店       | 秋田書店               | 東立出版社     | 東立出版社             |
| 冊數 | 副標題         | 發售日期       | ISBN                   | 發售日期       | ISBN                   |
| ---- | -------------- | -------------- | ---------------------- | -------------- | ---------------------- |
| 1    | 不適用         | 2012年8月20日  | ISBN 978-4-253-23248-7 | 2014年10月29日 | ISBN 978-986-337-873-0 |
| 2    | 大家都會死！篇 | 2013年7月8日   | ISBN 978-4-253-23289-0 | 2014年10月29日 | ISBN 978-986-337-874-7 |
| 3    |                | 2013年12月20日 | ISBN 978-4-253-23290-6 |                |                        |
| 4    |                | 2014年7月18日  | ISBN 978-4-253-23519-8 |                |                        |
| 5    |                | 2014年12月19日 | ISBN 978-4-253-23520-4 |                |                        |
| 6    |                | 2015年7月17日  | ISBN 978-4-253-23521-1 |                |                        |
| 7    |                | 2016年1月20日  | ISBN 978-4-253-23522-8 |                |                        |
| 8    |                | 2016年7月20日  | ISBN 978-4-253-23523-5 |                |                        |
| 9    |                | 2017年2月20日  | ISBN 978-4-253-23524-2 |                |                        |
| 10   |                | 2017年9月20日  | ISBN 978-4-253-23525-9 |                |                        |
| 11   |                | 2018年7月20日  | ISBN 978-4-253-23691-1 |                |                        |
| 12   |                | 2019年2月20日  | ISBN 978-4-253-23692-8 |                |                        |